# Arianna Scommegna
Arianna Scommegna (Milano, 15 novembre 1973) è un'attrice italiana.

## Biografia
Figlia del cantante Nicola Di Bari, si diploma come attrice alla Scuola d'arte drammatica Paolo Grassi di Milano nel 1996. Nello stesso anno è socia fondatrice e partecipa ai progetti teatrali della compagnia A.T.I.R. Teatro Ringhiera di Milano, diretta da Serena Sinigaglia
Come attrice teatrale è stata diretta anche da Filippo Dini, Massimo Luconi, Renato Sarti, Valerio Binasco, Gigi Dall'Aglio, Peter Stein, Gabriele Vacis, Paolo Bignamini, Veronica Cruciani, Giampiero Rappa e Cristina Pezzoli. Per i suoi lavori teatrali è stata insignita del Premio Hystrio, del Premio Ubu e del Premio Le Maschere del Teatro Italiano.
Al cinema ha recitato in film diretti fra gli altri da Giuseppe Bertolucci, Francesco Bruni, Marco Bellocchio, Silvio Soldini e Checco Zalone.
In televisione dal gennaio 2024 interpreta su Rai 1 la direttrice sanitaria Marabini, nella terza stagione della fiction Doc - Nelle tue mani.

## Teatro
Nel 1996 fonda la compagnia teatrale A.T.I.R. di Milano, diretta da Serena Sinigaglia. Oltre all’attività di attrice partecipa anche ai progetti teatrali e sociali della compagnia.
Dal novembre 2021 è Direttrice Artistica di Atir con Mattia Fabris e Nadia Fulco.
- Con la regia di Claudio Longhi:

2024 “Ho paura torero” di Pedro Lemebel, produzione Piccolo Teatro di Milano
- Con la regia di Serena Sinigaglia:

2022/2024 “Supplici” di Euripide, produzione Atir-Nidodiragno
2021/2023 "Il Nodo" di Johnna Adams, produzione Società per Attori e Goldenart Production
2018/2020 “Macbeth” di Shakespeare, nel ruolo di Lady Macbeth traduzione Letizia Russo, produzione Teatro Stabile di Bolzano
2015/2021 "Utoya" di Edoardo Erba, produzione Teatro Metastasio di Prato /ATIR
2013/2022"Potevo essere io" monologo di Renata Ciaravino diretto da Serena Sinigaglia. ATIR
2013/2015 “Alla mia età mi nascondo ancora per fumare” di Rayhana ATIR
2012/2014 “Ribellioni Possibili” di Garcia Araus e Garcia Yague. ATIR
2007 “Donne in parlamento” di Aristofane, traduzione Renata Ciaravino ATIR
2006/2019 “Qui città di m.” monologo di Piero Colaprico ATIR
2005/2020 “Di A Da In Con Su Per Tra Fra Shakespeare” di S. Sinigaglia ATIR
2004/2006 “Troiane” di Euripide, traduzione di Laura Curino, nel ruolo di Ecuba ATIR
2002/2004 “Lear - ovvero tutto su mio padre” di W.Shakespeare, traduzione di Laura Curino, nel ruolo di Lear, il Matto e Cordelia ATIR
1999"Where is the wonderful life" di R. Ciaravino ATIR
1998/2000 “Baccanti” ATIR
1997/2022 “Come un cammello in una grondaia” tratto dalle “Lettere dei condannati a morte delle resistenza europea” ATIR
1996/2010 “Romeo e Giulietta” nel ruolo di Giulietta traduzione di Quasimodo, ATIR
- Con la regia di Valerio Binasco

2022 “Ifigenia” di Euripide, produzione Teatro Stabile di Torino
2020 "L'Intervista" di Natalia Ginzburg, produzione Teatro Stabile di Torino
2018 “Night bar” Atti unici di Pinter, produzione Teatro Nazionale di Genova – Teatro Metastasio di Prato
- Con la regia di Filippo Dini

2019/2020 “Misery” di William Goldman, produzione Teatro Due, Teatro Nazionale di Genova, Teatro Stabile di Torino
- Con la regia di Gigi Dall'Aglio:

2018/2019 “Antigone” di Sofocle, produzione Atir
2011/2018 “Mater Strangosciàs” di Testori, produzione Atir
2009/2018 “Cleopatràs” di Testori, produzione Atir  
- Con la regia di Gabriele Vacis:

2001/2022 “La Molli, divertimento alle spalle di Joyce” monologo di Vacis e Scommegna, Produzione Atir.
2003 “Vocazione” da Goethe, produzione Stabile di Torino
- Con la regia di Peter Stein:

2013/2014 "Ritorno a casa " di Pinter nel ruolo di Ruth, produzione Teatro Metastasio
- Con la regia di Massimo Luconi

2019/2022 “…E bastava un’inutile carezza a capovolgere il mondo” recital da testi di Piero Ciampi, produzione Atir – Festival di Radicondoli
- Con la regia di Renato Sarti

2019 “Matilde e il tram per San Vittore” di Renato Sarti, produzione Teatro della Cooperativa
- Con la regia di Paolo Bignamini:

2016/2023 “Magnificat” monologo di Alda Merini, monologo, produzione Incamminati
- Con la regia di Veronica Cruciani:

2015/2016 "Due donne che ballano" di J.M Benet, Produzione Centro D’Arte Contemporanea Teatro Carcano
2011/2013 “La Palestra ore 18.00” di Giorgio Scianna, Produzione Compagnia Cruciani
2009/2010 “Il ritorno” di Sergio Pierattini, Produzione Compagnia Cruciani
- Con la regia di Giampiero Rappa:

2014"Il coraggio di Adele" di Giampiero Rappa, Produzione Franco Parenti.
- Con la regia di Cristina Pezzoli:

2008/2009 “Madre Coraggio” di Brecht nel ruolo di Yvette. Produzione Gli Ipocriti, Napoli.

## Filmografia

### Cinema
- Il dolce rumore della vita, regia di Giuseppe Bertolucci (1999)
- Scialla! (Stai sereno), regia di Francesco Bruni (2011)
- La variabile umana, regia di Bruno Oliviero (2013)
- D.A.D., regia di Marco Maccaferri (2016)
- Fai bei sogni, regia di Marco Bellocchio (2016)
- Il colore nascosto delle cose, regia di Silvio Soldini (2017)
- Tolo Tolo, regia di Checco Zalone (2020)
- 3/19, regia di Silvio Soldini (2021)

### Televisione
- Doc - Nelle tue mani – serie TV, episodio 3x01 (2024)

## Riconoscimenti
- Premio Lina Volonghi, 1996
- Premio Nazionale della Critica, 2010
- Premio Hystrio, 2011
- Premio Ubu come miglior attrice, stagione 2013/2014
- Premio Le Maschere del Teatro Italiano come miglior attrice non protagonista, stagione 2022
- Benemerenza Civica "Gelso d'oro" di Cernusco sul Naviglio 2021